# Pseudodaphnella retellaria
Pseudodaphnella retellaria é uma espécie de gastrópode do gênero Pseudodaphnella, pertencente a família Raphitomidae.